# Dieter Wellershoff
Pour les articles homonymes, voir Wellershoff.
Dieter Wellershoff, né à Neuss le 3 novembre 1925 et mort à Cologne le 15 juin 2018, est un écrivain allemand.

## Biographie
Dieter Wellershoff naît en 1925, fils aîné de Walter et Cläre Wellershoff. En 1930, après la naissance de son frère Hans-Walter, la famille déménagea à Grevenbroich, où il grandit et commence sa scolarité en 1932. Son père est entrepreneur de bâtiment à Neuss et Grevenbroich.
Pendant la Seconde Guerre mondiale, il fut enrôlé dans le Reichsarbeitsdienst et en 1943, il se porta volontaire pour la division Hermann Göring. Peu de temps après, sa mère mourut lors d'une opération. En octobre 1944, il est grièvement blessé en Lituanie et passe l'hiver à l' école Heilingbrunner de Bad Reichenhall , transformée en hôpital militaire. En 1945, il réussit à éviter d'être faits prisonniers par les soviétiques et les américains. Il a écrit sur ses expériences de guerre dans le livre Der Ernstfall (1997) et sur le CD audio Look at that, that's the war. Dieter Wellershoff raconte sa vie de soldat (2010). Le 20 avril 1944, il adhéra au parti nazi (numéro d'adhérent 10 172 531).
Après la guerre, il obtint son baccalauréat et, à partir de 1947, étudie l'allemand, l'histoire de l'art et la psychologie à l'université de Bonn. En 1952, il publie sa thèse sur Gottfried Benn. De 1952 à 1955, il travaille comme rédacteur au journal étudiant allemand, publié par l' Association des syndicats étudiants allemands, et écrit une pièce de théâtre, plusieurs reportages radiophoniques et des pièces radiophoniques. Il reçoit sa première recompense littéraire, le Prix de la pièce radiophonique des aveugles de guerre, pour Minotaure.
À partir de 1960, Dieter Wellershoff est membre du Groupe 47. Au milieu des années 1960, il réduit ses activités d'édition et commence à écrire ses propres romans : Un beau jour (1966), Invitation à tous (1972), La Sirène (1980). Le prototype de son roman Der Sieger nimmt alles (1983) est son frère cadet. Il s'agit du personnage fictif Ulrich Vogtmann, alpiniste marqué par la Seconde Guerre mondiale et la remise en question des valeurs de l'après-guerre. Son frère meurt d'une leucémie quelques années plus tard. Wellershoff décrit sa mort bouleversante dans le livre autobiographique A View of a Distant Mountain (1991).
Il connait un succès critique et public particulier en 2000 avec son roman Le Désir d'amour (Der Liebeswunsch) qui remporte le Joseph-Breitbach-Preis en 2001. Le livre sera adapté au cinéma en 2006.
En juin 2007, Wellershoff est intervenu dans le conflit autour de la Mosquée centrale de Cologne avec un article dans le Frankfurter Allgemeine Zeitung où il a formulé ses réserves sur sa construction controversée.
Il est membre de l’Académie des sciences et des lettres de Mayence et du PEN club allemand.
Décédé dans la ville de Cologne à l'âge de 92 ans, l'écrivain est inhumé au cimetière Melaten-Friedhof (parcelle 64a, n° 227/228).

## Œuvres
- Gottfried Benn, Phänotyp dieser Stunde. Köln u. a. 1958.
- Am ungenauen Ort. Wiesbaden 1960.
- Anni Nabels Boxschau. Köln u. a. 1962.
- Der Gleichgültige. Köln u. a. 1963.
- Bau einer Laube. Neuwied u. a. 1965.
- Ein schöner Tag. Köln u. a. 1966.
- Die Bittgänger. Die Schatten. Stuttgart 1968.
- Fiktion und Praxis. Mainz 1969.
- Literatur und Veränderung. Köln u. a. 1969.
- Die Schattengrenze. Köln u. a. 1969.
- Hohe Säulen, glühender Nebel. Über Liebe, Sexualität und Leidenschaft. Collage aus ca. 40 Texten anderer Autoren, von Jonas Alt bis Tom Wolfe, aus 600 Jahren Literatur von Dante bis Wellershoff, die eine neue Erz. ergeben. In: Renate Matthaei (Hrsg.): Trivialmythen. März, Frankfurt 1970, S. 219–228; wieder in: März-Texte 1 & Trivialmythen. Area, Erftstadt 2004,  (ISBN 3-89996-029-7), S. 539 ff.
- Das Schreien der Katze im Sack. Köln u. a. 1970.
- Einladung an alle. Kiepenheuer & Witsch, Köln 1972,  (ISBN 3-462-02259-8).
- Literatur und Lustprinzip. Köln 1973.
- Doppelt belichtetes Seestück und andere Texte. Köln 1974.
- Die Auflösung des Kunstbegriffs. Frankfurt am Main 1976.
- Die Schönheit des Schimpansen. Köln 1977,  (ISBN 3-462-02966-5).
- Glücksucher. Köln 1979.
- Die Sirene. Köln 1980,  (ISBN 3-462-02202-4).
- Das Verschwinden im Bild. Köln 1980.
- Die Wahrheit der Literatur. München 1980.
- mit André Gelpke: Fluchtgedanken. München u. a. 1983.
- Der Sieger nimmt alles. btb, Köln 1983,  (ISBN 3-442-72851-7).
- Die Arbeit des Lebens. Köln 1985.
- Das Geschichtliche und das Private. Stuttgart 1986.
- Die Körper und die Träume. Kiepenheuer & Witsch, Köln 1986,  (ISBN 3-462-02316-0).
- Flüchtige Bekanntschaften. Köln 1987.
- Wahrnehmung und Phantasie. Köln 1987.
- Franz Kafka. Paderborn 1988.
- Der Roman und die Erfahrbarkeit der Welt. Köln 1988.
- Pan und die Engel. Ansichten von Köln. Kiepenheuer & Witsch, Köln 1990,  (ISBN 3-462-02062-5).
- Blick auf einen fernen Berg. Kiepenheuer & Witsch, Köln 1991,  (ISBN 3-462-02118-4).
- Double, Alter ego und Schatten-Ich. Schreiben und Lesen als mimetische Kur. Droschl, Graz u. a. 1991,  (ISBN 3-85420-225-3).
- Das geordnete Chaos. Essays zur Literatur. Köln 1992,  (ISBN 3-462-02217-2).
- Im Lande des Alligators. Floridanische Notizen. Ein Reisebericht. Droschl, Graz u. a. 1992,  (ISBN 3-85420-318-7).
- mit Stephan Geiger: Inselleben: zum Beispiel Juist. Weilerswist 1993.
- Tanz in Schwarz. Weilerswist 1993.
- Zwischenreich. Gedichte. Weilerswist 1993.
- Die Abenteuer des Augenblicks. Weilerswirst 1993.
- Der Ernstfall. Kiepenheuer & Witsch, Köln 1995,  (ISBN 3-462-02398-5).
- Zikadengeschrei. Novelle. Köln 1995,  (ISBN 3-462-02444-2).
- Das Schimmern der Schlangenhaut. Existentielle und formale Aspekte des literarischen Textes. Frankfurter Poetik-Vorlesungen. Suhrkamp, Frankfurt am Main 1996,  (ISBN 3-518-11991-5).
- Werke. Köln,  (ISBN 3-462-02636-4) und  (ISBN 978-3-462-04345-7)
- Das Kainsmal des Krieges. Weilerswist 1998.
- Die Entstehung eines Romans. Stuttgart 2000.
- Der Liebeswunsch. btb, Köln 2000,  (ISBN 3-442-72826-6).
- Der verstörte Eros. Zur Literatur des Begehrens. btb, Köln 2001,  (ISBN 3-442-73015-5).
- Die Frage nach dem Sinn. Rede an die Abiturienten des Jahrgangs 2003. Gollenstein 2003,  (ISBN 3-935731-48-5).
- Das normale Leben. Erzählungen. Kiepenheuer & Witsch, Köln 2005,  (ISBN 3-462-03608-4).
- Der Himmel ist kein Ort. Roman. Kiepenheuer & Witsch, Köln 2009,  (ISBN 978-3-462-04134-7).
- Was die Bilder erzählen. Ein Rundgang durch mein imaginäres Museum. Kiepenheuer & Witsch, Köln 2013,  (ISBN 978-3-462-04555-0).
- Im Dickicht des Lebens. Ausgewählte Erzählungen. Kiepenheuer & Witsch, Köln 2015,  (ISBN 978-3-462-04914-5).
- Die ungeheure Vielfalt der Welt festhalten. Zu Wellershoffs 90. Geburtstag herausgegeben von der Stadtbibliothek Köln. Ausgewählt, zusammengestellt und bearbeitet von Gabriele Ewenz und Werner Jung. Verlag der Buchhandlung Klaus Bittner, Köln 2015,  (ISBN 978-3-926397-24-9).
- „Verborgene Texte des Lebens“. Dieter Wellershoff – ein Lesebuch. Nachgelassene Texte, herausgegeben von Werner Jung. Aisthesis, Bielefeld 2022,  (ISBN 978-3-8498-1786-2).

### Œuvres traduites en français
- Un beau jour, Éditions du Seuil, 1969 (Ein schoener Tag, 1966), trad. Jean-Charles Lombard, 206 p.(BNF 33221865)
- Chasse à l’homme dans la campagne tranquille, Éditions Grasset et Fasquelle, 1974 (Einladung an alle, 1972), trad. Alain Coulon, 252 p.  (ISBN 2-246-00014-9)
- Le Désir d’amour, Éditions de Fallois, 2002 (Der Liebeswunsch, 2000), 299 p.  (ISBN 2-87706-438-7)

## Récompenses et distinctions
- 1988 : Prix Heinrich Böll
- 2001 : Prix Friedrich Hölderlin
- 2001 : Joseph-Breitbach-Preis pour Der Himmel ist kein Ort et Der Liebeswunsch (prix partagé avec Thomas Hürlimann et Ingo Schulze)
- 2001 : Prix Friedrich Hölderlin